# 빅토리아 호텔 (암스테르담)

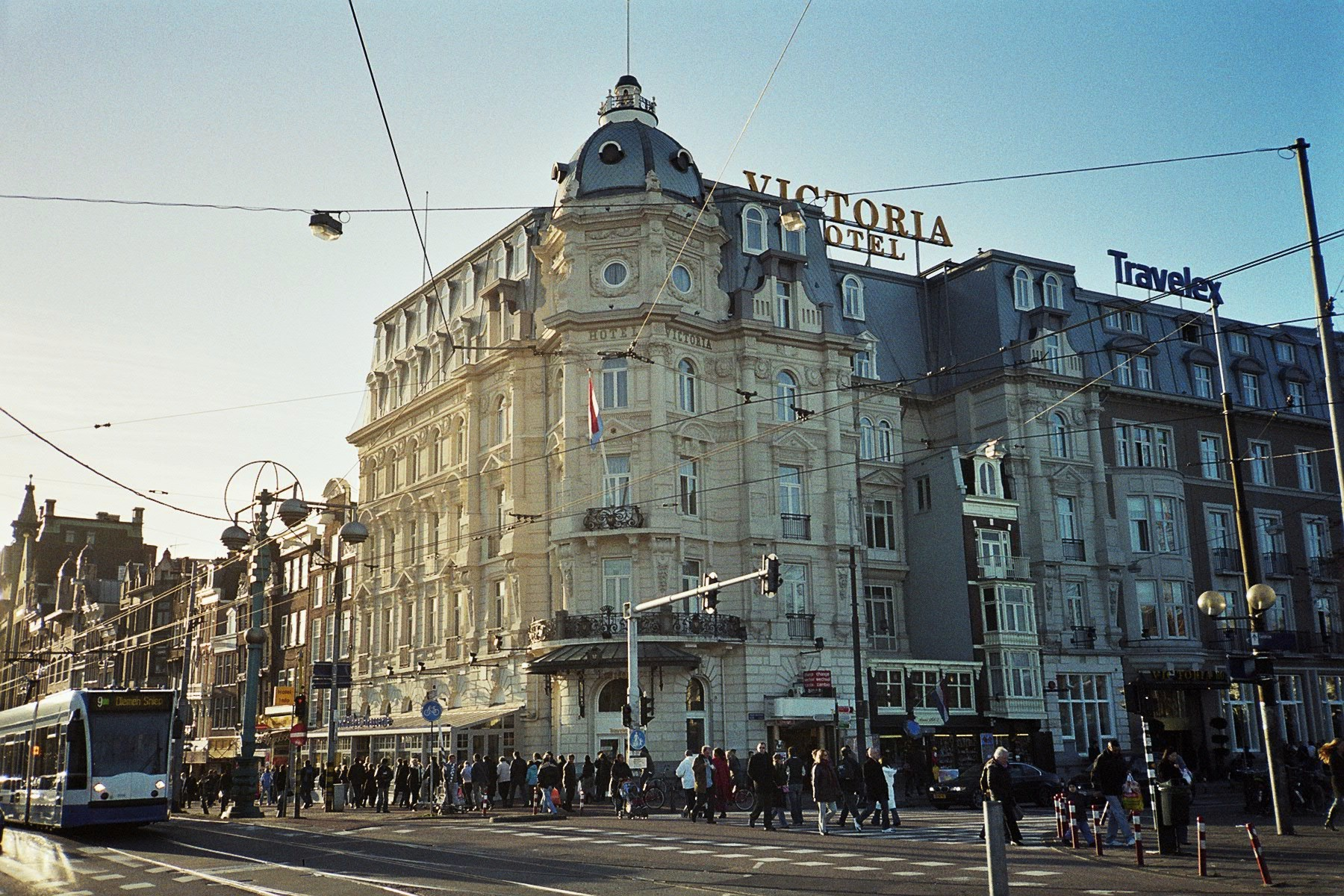

빅토리아 호텔(Victoria Hotel)은 네덜란드 암스테르담에 있는 주요 호텔이다. 암스테르담 센트랄역에서 가까운 담락과 프린스 헨드리카데 모퉁이에 있다. 빅토리아 호텔은 네덜란드에서 가장 오래된 호텔 중 하나이다.
이 호텔은 1890년 8월 19일에 문을 열었고 J.F. 헨켄하프에 의해 설계되었다. 헨켄하프의 호텔은 전기 조명을 갖춘 국내 최초의 호텔이었다. 수년간 빌리 그레이엄, 루이 암스트롱, 자라 리앤더, 패츠 도미노, 글렌다 잭슨, 그리고 최근에는 케이티 페리, 아나스타샤, 마릴린 맨슨, 아이언 메이든 등 유명한 고객들을 끌어모으고 있다.
이 건물은 높은 가격 때문에 호텔이 구입할 수 없었던 45-47호 프린스 헨드릭케이드라는 두 개의 오래된 건물을 중심으로 설계되었다. 이러한 특이성은 책과 후속작 퍼블라크 워르켄(공공사업)에서 탐구되었다.이 영화는 또한 A Noble Intention (2015)으로도 알려져있다.
2001년 7월 13일, Rijksdienst voor het Cultureel Erfgoed는 빅토리아 호텔을 국가 유산으로 선정했다.